# Spatha

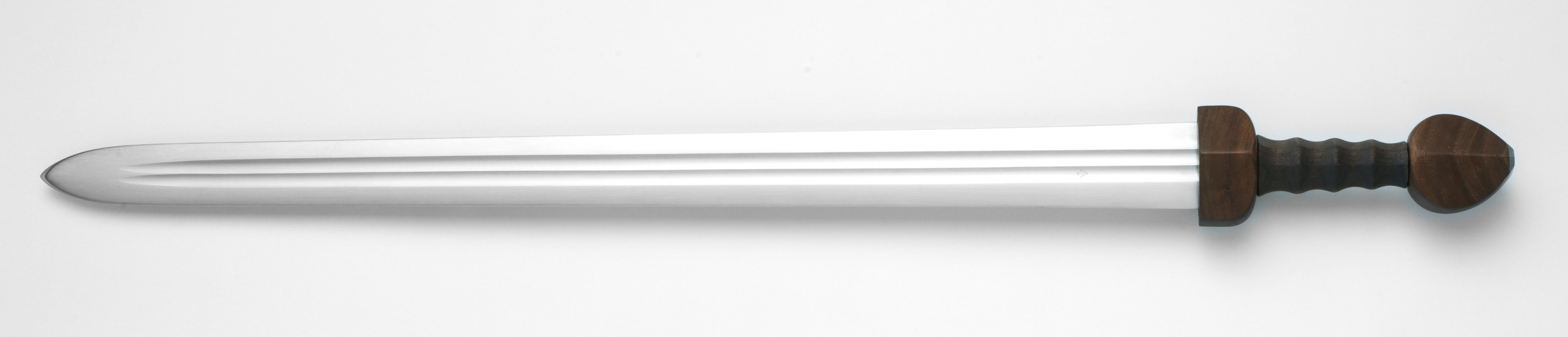
Spatha

Spatha – długi miecz używany przez jazdę rzymską, rozpowszechniony w czasach cesarstwa. 
Prawdopodobnie wywodzący się od miecza celtyckiego, był cięższy od tradycyjnego gladiusa i charakteryzował się obosieczną głownią, typową rękojeścią mieczową średniej długości oraz grubym i prostym jelcem. W przeciwieństwie do gladiusa dostosowanego przede wszystkim do użycia w ciasnym szyku pieszym pod osłoną dużej tarczy zwanej scutum, spatha lepiej nadawała się dla jazdy oraz walki w szyku luźniejszym, a obosieczna prosta głownia sprzyjała zadawaniu silnych ciosów we wszystkich kierunkach.
Dla kawalerzysty walczącego z piechotą ten sposób walki był odpowiedniejszy niż szybkie, skryte pchnięcia gladiusem. Uderzenia spathą pozwalały złamać broń drzewcową, obcinać kończyny lub ogłuszyć przeciwnika nawet bez przerąbania hełmu. Sposób zadawania uderzeń i wyważenie tego miecza pozwala przypuszczać, że zapewniał on dużą przewagę nad żołnierzem pieszym uzbrojonym w miecz krótki, stwarzał też większe możliwości w starciu wręcz przeciw broni drzewcowej. Charakterystyczna rękojeść dawała solidne podparcie dla nadgarstka i pewny uchwyt, co sugeruje bardzo dynamiczny i agresywny sposób walki, zaś cechy wyważenia pozwalają przypuszczać, że celem szermierczym było rozstrzygnięcie starcia pierwszym lub drugim uderzeniem. 